# Mark Tobey
Mark George Tobey (Centerville, 11 de diciembre de 1890 - Basilea, 24 de abril de 1976) fue un pintor expresionista abstracto estadounidense. Ampliamente reconocido en Estados Unidos y Europa, Tobey es el más destacado entre «los pintores místicos del Noroeste». Mayor en edad y experiencia, Tobey tuvo una fuerte influencia sobre los otros. Amigo y mentor, Tobey compartió sus intereses en filosofía y religiones orientales. Junto con Guy Anderson, Kenneth Callahan, Morris Graves, y Willem de Kooning, Tobey fue fundador de la Escuela del Noroeste.
Estudiando la caligrafía china y la pintura zen, desarrolla a partir de 1935 una pintura meditativa constituida de un hormigueo de señales.

## Biografía
En 1893, su familia se instaló en Chicago. Después de haber frecuentado el Instituto de Arte de Chicago de 1906 a 1908, marchó en 1911 a Nueva York, donde trabajó como retratista y delineante de una casa de modas. Realizó su primera exposición en 1917 en la galería Knoedler. La Primera Guerra Mundial lo afectó profundamente, haciendo nacer en él el odio a la capacidad destructiva de la cultura occidental.
Tobey se convirtió en 1918 al bahaísmo. Después de haberse divorciado, se instaló en 1922 en Seattle. Conoció en 1923 a Teng Kuei, estudiante y pintor chino, que lo inició en la caligrafía. Desde 1922 hasta 1925, Tobey se dedicó a dar clases de arte. Luego efectuó un viaje por Francia (París, Châteaudun) y por España (Barcelona), Grecia, Constantinopla, Beirut, Haifa, donde se interesó por las escrituras árabe y persa. 
En 1927, Tobey regresó a Seattle y participó en 1928 en la fundación de la «Free and Creative Art School». En 1929 Alfred Barr presentó sus obras en el Museo de Arte Moderno de Nueva York. De 1930 a 1937 se instaló en Devonshire, enseñando en la Dartington Hall School. Viajó por Europa y también a México en 1931 y a Palestina en 1932. En 1934, para estudiar caligrafía y pintura, residió en China con Teng Kuei y luego pasó a Japón donde vivió en un monasterio zen de Kioto. En 1935, de vuelta en Inglaterra, pintó, en noviembre o diciembre, varias telas (Broadway, Welcome Hero, Broadway Norm con una «escritura blanca» (White writing) que sería la característica esencial de su obra y que, según los críticos, tuvo una influencia decisiva en la evolución de Jackson Pollock. Los «escritos blancos» (White Writings) de Tobey se caracterizan por ser «una red de finos signos caligráficos», que poco a poco se van haciendo cada vez más abstractos e ininteligibles. Estas obras de gran sensibilidad son la mejor expresión de su estilo de vida introspectivo y meditativo. Su estilo contrasta con la expresividad propia de la action painting.

He buscado un mundo unificado en mi obra y utilizo un vórtice móvil para conseguirlo.
Mark Tobey.

De 1938 data su primera composición musical. En 1939 Tobey regresó a Seattle, estudió piano y la teoría de la música, desarrolló en 1942 su experiencia caligráfica, expuso en Nueva York en 1944 y 1951, París, galería Jeanne Bucher, en 1955. Recibió en 1956 el Guggenheim International Award (Premio Internacional Guggenheim), presentó en 1958 una exposición retrospectiva en el Museo de Arte de Seattle y obtuvo el Gran Premio de pintura en la Bienal de Venecia. 
En 1959 pintó un fresco para la biblioteca nacional de Washington, se estableció en Basilea en 1960, recibió en 1961 el Primer Premio del Instituto Carnegie de Pittsburgh y expuso en París en el Museo de las Artes Decorativas. Participó en la documenta II y III de Kassel (años 1959 y 1964). En 1962 el Museo de Arte Moderno de Nueva York organizó una nueva retrospectiva de su obra. En 1966 Tobey viajó a Haifa y a Madrid donde su visita al Museo del Prado lo marcó profundamente. 
Siguió exponiendo en Nueva York, 1967, Dallas, 1968 y retrospectiva en el Instituto Smithsoniano de Washington, 1974. Mark Tobey, a quien se llamó «el viejo maestro de la joven pintura estadounidense», murió en Basilea el 24 de abril de 1976.
Se han celebrado exposiciones retrospectivas de Tobey:
- 1984 - Galería Nacional de Arte, Washington D. C..
- 1990 - «Una exposición centenaria», Galería Beyeler, Basilea.